# Comuna Kretivți, Zbaraj
Kretivți (în ucraineană Кретівці) este o comună în raionul Zbaraj, regiunea Ternopil, Ucraina, formată din satele Hrîțivți și Kretivți (reședința).

## Demografie
Componența lingvistică a comunei Kretivți
     Ucraineană (99,68%)
     Alte limbi (0,32%)
Conform recensământului din 2001, majoritatea populației comunei Kretivți era vorbitoare de ucraineană (99,68%), existând în minoritate și vorbitori de alte limbi.